# Politická polarizace
Politická polarizace je odchylka politických postojů od středu k ideologickým extrémům. Podle některých politologů současná polarizace závisí méně na politických rozdílech na levicovém a pravicovém zaměření, ale stále více na jiných rozděleních, jako je náboženské proti sekulárnímu, nacionalistické proti globalistickému, tradiční proti modernímu nebo venkovské proti městskému.
Autorem termínu polarizace je podle Evy Lebedové italský politolog a filosof Giovanni Sartori, který ji zkoumal a uváděl její příklady na několika evropských i neevropských zemí v průběhu 20. století. Sartori spolupracoval s profesorem politologie Giacomem Sanim, společně vytvořili stať nazvanou „Polarizace, fragmentace a soutěž v západních demokraciích,“ která byla rozšířením Sartoriho knihy „Strany a stranické systémy.“
„Polarizace není hlasitá hrubost ve výměně politických názorů. I když tento element s ní můžeme (ale nemusíme) spojovat na základě empirických pozorování. Polarizace označuje míru nesouhlasu, ne způsob, jakým je nesouhlas vyjádřen.“ Tvrdí trojice badatelů z Princeton University. Dále také říkají, že polarizace může být jak proces, tak stav společnosti, ke kterému tento proces vede.
Institut V-Dem, zabývající se stavem demokracie ve světe, hovoří o nárůstu toxické polarizace, jako o nebezpečí pro liberální demokracii.
Již Sartori viděl rozdíl mezi polarizací elit (zejména těch politických) a polarizací masové úrovně, tedy voličů. S tímto konceptem souhlasí i moderní politologové, a tudíž se polarizace většinou dělí na polarizaci elit a masovou.

## Typy polarizace

### Polarizace elit
Polarizace elit odkazuje na polarizaci uvnitř politické strany, kdy se její členové vnitřně stávají homogenní k politickým pozicím a zároveň se názorově vzdalují od členů ostatních politických stran. Polarizované politické strany a hnutí bývají vnitřně soudržný, spojení a programově a ideologicky vyhrazení. Typicky se nachází v parlamentních systémech demokratických států.

### Masová polarizace
Masová polarizace, nebo také polarizace veřejnosti nastává, pokud politické názory voličů jsou jasně rozděleny do postojů politických stran. V extrémním případě každá strana „konfliktu“ zpochybňuje legitimitu názoru strany opačné nebo ho dokonce považuje za existenciální hrozbu pro vlastní způsob života anebo pro národ jako celek. K tomuto vyhrocení situace může přispívat i zahraniční či vnitřní sabotážní aktivita.

## Příčiny
Existují různé příčiny politické polarizace. Patří mezi ně politické strany, politická ideologie, veřejnost a masová média.

### Politické strany
Někteří tvrdí, že odlišné strany byly jednou z hlavních hnacích sil polarizace, protože politické platformy se staly vzdálenějšími. Tato teorie je založena na trendech v Kongresu Spojených států, kde většina stran upřednostňuje pozice, které jsou nejvíce v souladu s její stranickou platformou a politickou ideologií.
Stranická polarizace určuje stupeň ideové rozdílnosti mezi stranami v politickém systému. Podle Sartoriho „extrémně polarizované systémy jsou typické vyšší mírou politických konfliktů a lidových protestů“ (Sartori 2005, s. 140). Russell Dalton se domnívá, že vysoká míra stranické polarizace může destabilizovat politické systémy. Zároveň podle něj je polarizace jedním z faktorů, který může přispět ke zhroucení demokracie, uvádí to na příkladu Výmarské republiky. Důvodem nebyl rozpad stranického systému a velký počet stran, ale právě ideologická rozdílnost stran. Rozdílnost byla natolik velká, že nebyly schopné vládnout demokraticky (Dalton 2008, s. 900). Podle výzkumu Pew research center z roku 2014 vyplývá, že politicky je společnost nyní polarizovaná více než před 20 lety a největší je u lidí, kteří se aktivně zapojují do politického dění.

### Média
Masmédia se za poslední půl století rozrostla obrovských způsobem. Političtí vědci tvrdí, že to ovlivnilo zejména hlasující veřejnost, protože pomocí nich začaly být poskytovány více polarizované možnosti zpravodajských médií. V současnosti je na výběr mnoho různorodých masmédií, to vyvolalo pohyb veřejnosti od vyvážených médií k jednostranným. Lidé často sledují média s jejichž názory se identifikují. Tyto média mají tendenci oslovovat své čtenáře jako zdroj potvrzení svých ideologií. Kromě toho většina vyhledávačů a sociálních sítí (např. Google, Facebook) nyní využívá počítačové algoritmy jako filtry, které přizpůsobují webový obsah na základě historie vyhledávání uživatele a vytvářejí tak více polarizovaný přístup k informacím, které odfiltrují nesouvisející informace a protichůdné názory. Tato metoda vede k tzv. sociálním (nebo také filtrovým, názorovým) bublinám.

### Veřejnost
V demokratických státech občané volí politické aktéry, kteří je budou zastupovat. Někteří tvrdí, že politická polarizace odráží názory a ideologii veřejnosti a preference hlasování. Jiní zase, že politická polarizace je přirozený jev.
Polarizace souvisí s polarizací médií a polarizací politickou. Ve společnosti vznikají skupiny s odlišnými názory a pohledy na svět. Důvodem jsou tedy rozdílné postoje k různým tématům.
Náboženské, etnické a jiné kulturní rozdíly ve veřejnosti často ovlivňovaly vznik polarizace. Podle Laymana ideologické rozdělení mezi republikány a demokraty ve Spojených státech amerických také přechází do nábožensko-kulturního rozdělení. Tvrdí, že demokraté byli vždy umírněnější v náboženských názorech, zatímco republikáni se stali tradičnějšími. Političtí vědci ukázali, že ve Spojených státech budou voliči, kteří se identifikují jako republikáni, volit silně evangelického kandidáta spíše, než demokratičtí voliči. To vzájemně souvisí s nárůstem polarizace v USA. Jiná teorie tvrdí, že náboženství nepřispívá k polarizaci celé skupiny, ale spíše polarizaci koalice.
Další příčinou může být ekonomická nerovnost. Ta může také vést veřejnost k polarizaci.
V některých postkoloniálních zemích může být veřejnost polarizována kvůli bývalým koloniálním režimům. V Jižní Africe na konci 80. let někteří členové konzervativní, pro-apartheidní národní strany Jihoafrické republiky apartheid již nepodporovali. Holandští Afrikánci a domorodí Afričané se rozdělili na základě rasových divizí, což způsobilo polarizaci podle etnické příslušnosti.

## Důsledky polarizace v USA
Důsledky politické polarizace nejsou zcela jasné a zahrnují výhody i negativní následky. Přestože jsou její dopady sporné, jednoznačně mění politický proces a politické složení široké veřejnosti. Také soudní systémy mohou být ovlivněny důsledky politické polarizace. Zejména pro Spojené státy polarizace znamená snížení potvrzování sazby soudců. Solomon Messing a Sean J. Westwood tvrdí, že jednotlivci nemusí být nutně ovlivněni médii, protože si volí strany podle obsahu, který je jejich názorům nejpodobnější, i zdroje, ze kterých čerpají informace.

### Kongres USA
Negativní důsledky polarizace v Kongresu Spojených států zahrnují snížení počtu významných schválených právních předpisů. Také podněcuje například zdržovací taktiku a uzavřená pravidla, vyloučení členů menšinových stran z jednání výborů. Stranická polarizace také snižuje nezávislost justice.
Polarizované strany se ale stávají ideologicky sjednocenější a prohlubují znalosti voličů o jejich názorech. Také se stalo pravidlem vést trvalou kampaň.

### Veřejnost
Panují smíšené názory na dopady politické polarizace.
Polarizace ovlivňuje dárce a aktivisty v souvislosti s podporou kampaní. Dále mění procento volební účasti a zájem o politiku obecně.
V minulosti byla některá témata vyloučená ze stranických sporů, ale jejich začleňování do politických debat prohlubuje polarizaci a názory voličů jednotlivých stran v USA se střetávají  silněji v mnoha případech, například rasové a kulturní obavy, práva homosexuálů, potraty nebo válka v Iráku.

### Média
Sdělovací prostředky se jeví jako spravedlivé a prezentují všechny strany, ale mnohdy je opak pravdou. Rozdělený mediální trh podporuje polarizaci mířením zpráv na určité skupiny obyvatel a cílený obsah, často až nepřátelský, kvůli lepšímu postavení vůči konkurenci.

### Zahraniční politika
Politická  polarizace může podkopat sjednocenou dohodu o zahraniční politice a poškodit mezinárodní postavení státu.
Politologové poukazují na dva zásadní důsledky polarizace ve vztahu k zahraniční politice Spojených států. Zaprvé, když USA řídí vztahy v zahraničí a zdají se být rozděleny, spojenci méně důvěřují jejich slibům a zároveň nepřátelé spíše předpovídají slabiny a nejistota postavení země ve světových záležitostech stoupá. Za druhé názory elit mají významný dopad na vnímání veřejnosti a porozumění zahraniční politice.